# Закон Лейкен Райли
Закон Лейкен Райли (англ. Laken Riley Act) — закон США, требующий от Министерства внутренней безопасности задерживать нелегальных иммигрантов, признавшихся в совершении преступлений, связанных с кражей, а также обвиняемых или осуждённых за нападение на сотрудника полиции или преступление, которое привело к смерти или серьёзным телесным повреждениям (например, вождение в нетрезвом виде, приведшее к ДТП). Закон также позволяет штатам подавать в суд на Министерство внутренней безопасности за предполагаемые нарушения иммиграционного законодательства.
Закон назван в честь убитой нелегальным иммигрантом из Венесуэлы студентки Лейкен Райли.

## Предыстория
22 февраля 2024 года 22-летняя жительница штата Джорджии Лейкен Райли была убита Хосе Антонио Ибаррой, иммигрантом из Венесуэлы, нелегально въехавшим через американо-мексиканскую границу на территорию США в сентябре 2022 года. До совершённого убийства Ибарра уже был обвинён в «действиях, способных причинить вред ребёнку младше 17 лет, и в нарушении правил вождения транспортного средства».
Убийство Райли вызвало широкий общественный резонанс в США и привлекло внимание политиков и СМИ, поскольку Ибарра уже привлекался за нарушение миграционного законодательства, однако не был задержан из-за истечения ордера на арест.

## Положение закона
Закон Лейкен Райли требует, чтобы Министерство внутренней безопасности через Иммиграционную и таможенную полицию задерживало нелегальных иммигрантов, которые обвиняются в совершении определённых незаконных действий, или арестованы, или уже осуждены по таким обвинениям, или признали свою вину. В первоначальной версии законопроекта список ограничивался преступлениями, связанными с кражами, однако после внесённых поправок сенаторов Джона Корнина и Джони Эрнст, закон также предусматривает задержание нелегальных иммигрантов, осуждённых за нападение на сотрудников правоохранительных органов, а также за преступление, которое повлекло за собой смерть или тяжкие телесные повреждения, или обвиняемых в совершении этих преступлений.

## Законодательная история
| Конгресс | Краткое название законопроекта | Номер(а) законопроекта | Дата введения законопроекта на голосование | Инициатор(ы) | Соавторы | Статус                        |
| -------- | ------------------------------ | ---------------------- | ------------------------------------------ | ------------ | -------- | ----------------------------- |
| 118-й    | Закон Лейкен Райли             | H.R. 7511              | 1 марта 2024                               | Майк Коллинз | 78       | Принят Палатой представителей |
| 119-й    | Закон Лейкен Райли             | H.R. 29                | 3 января 2025                              | Майк Коллинз | 54       | Принят Палатой представителей |
| 119-й    | Закон Лейкен Райли             | S. 5                   | 6 января 2025                              | Кэти Бритт   | 53       | Принят Конгрессом             |

Первоначально законопроект был внесён в Палату представителей 118-го Конгресса и был назван в честь Лейкен Райли. Законопроект был принят Палатой представителей 7 марта 2024 года 251 голосом против 170, при этом 37 демократов и все республиканцы проголосовали за законопроект. Рассмотрение законопроекта застопорилось из-за сопротивления в тогдашнем Сенате 118-го Конгресса, контролируемом демократами. Законопроект был повторно внесён в Палату представителей и в Сенат под номером. 7 января 2025 года законопроект HR 29 был принят Палатой представителей 264 голосами против 159, став первым законопроектом, принятым в 119-м Конгрессе. Все республиканцы и 48 демократов проголосовали за принятие законопроекта. Семь демократов, голосовавших против законопроекта в 118-м Конгрессе, проголосовали за него в 119-м.

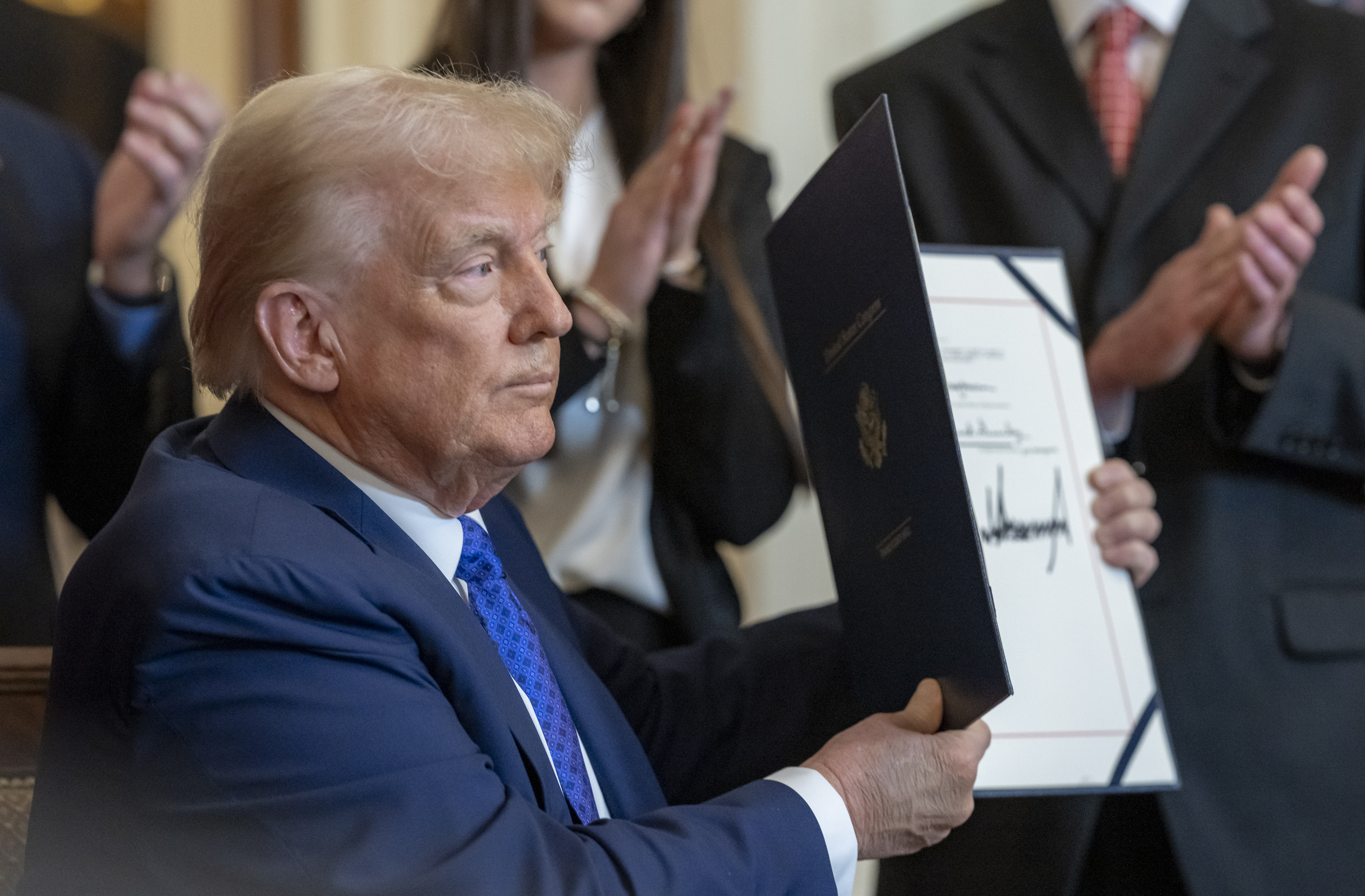
Президент Трамп демонстрирует подписанный им Закон Лейкен Райли

8 января 2025 года лидер большинства в Сенате Джон Тьюн предложил приступить к рассмотрению Закона Лейкен Райли. На следующий день Сенат проголосовал за ограничение дебатов по предложению 84 голосами против 9, а 13 января одобрил его 82 голосами против 10. 17 января, после длительных дебатов, которые длились несколько дней, Сенат объявил о закрытии законопроекта 61 голосом против 35, причём 10 демократов проголосовали «за» вместе со всеми присутствовавшими республиканцами.
Сенат принял изменённую версию законопроекта 64 голосами против 35 20 января, при этом 12 демократов присоединились ко всем республиканцам. Сенат добавил две поправки сенаторов Корнина и Эрнст к своей версии, одна из которых включает задержание нелегальных иммигрантов, обвиняемых или осуждённых за нападение на сотрудника полиции, а другая предусматривает задержание нелегальных иммигрантов, обвиняемых или осуждённых за преступление, которое приводит к смерти или серьёзным телесным повреждениям, например, вождение в нетрезвом виде. 22 января Палата представителей одобрила версию Сената.
29 января 2025 года президент Дональд Трамп подписал Закон Лейкен Райли, ставший первым законодательным актом его второго президентства.

## Поддержка и критика
Закон поддержали Федерация американской иммиграционной реформы и Ассоциация взрослых американских граждан.
Против закона выступили Американский иммиграционный совет, Американский союз защиты гражданских свобод, Центр конституционных прав, Лига женщин-избирательниц, Фонд правовой защиты и образования NAACP, Еврейский совет по общественным вопросам, Национальная ассоциация образования, Национальная организация женщин, Южный центр правовой защиты бедных, «Объединённые сталелитейщики», Объединённая церковь Христа, Национальная ассоциация социальных работников, Национальный совет церквей, Коалиция чернокожих профсоюзных деятелей, Центр права и социальной политики и Конференция лидеров по гражданским и человеческим правам.
Критики закона обеспокоены тем, что он требует депортации иммигранта, прежде чем он будет осуждён.